# الان نويل لاتيمر
آلان نويل لاتيمر مونبي «تيم» مونبي هو مولفٌ إنجليزيٌ وكاتبٌ وأمين مكتبة.

## حياته ووظيفته
وُلِد في هامبيستد، تلقى مونبي تعليمه في كلية كليفتون  وكلية كينجز، كامبريدج. اشتهر بدراسته المكونة من خمسة مجلدات عن جامع الكتب غريب الأطوار في القرن التاسع عشر السير توماس فيليبس، ولحجمه الضئيل لقصص الأشباح، The Alabaster Hand (اليد المرمرية)، الذي يتضمن ثلاث حكايات مكتوبة عن Oflag VII B (اوفلاغ سبعة ب)، معسكر أسرى حرب ألمانيا بالقرب من إيشتات، خلال الحرب العالمية الثانية. ظهرت هذه القصص - "The Topley Place Sale" (ذا توبلي بليس سيل) و "The Four Poster" (الملصق الأربعة) و "The White Sack" (الكيس الأبيض) - في مجلة معسكر السجون، Touchstone (تاتشستون)، والذي حرره إليوت فيني، والذي تم إنتاجه في مطبعة تملكها مطرانية آيشتات، ميخائيل راكل.
عمل مونبي في تجارة الكتب الأثرية مع شركة Bernard Quaritch (برنارد كواريتش) المحدودة (١٩٣٥ - ٣٧) وشركة Sotheby & Company (سوثبي وشركاه) (١٩٣٧ - ٣٩، ١٩٤٥ - ٤٧). أصبح أمين مكتبة في كلية كينجز، كامبريدج عام ١٩٤٧ وزميل عام ١٩٤٨؛ كان أستاذًا في الببليوغرافيا بجامعة أكسفورد (١٩٦٢ - ٦٣) وقارئ ساندارس في قائمة المراجع بجامعة كامبريدج (١٩٦٩ - ٧٠). انتخب رئيسًا للجمعية الببليوجرافية عام ١٩٧٤ وتوفي خلال فترة ولايته.

## الاستقبال
أشاد باوتشر وماكوماس بالقصص الموجودة في كتاب The Alabaster Hand (اليد المرمرية) باعتبارها «تحديثات مرعبة بهدوء لتقليد M.R. James».

## حياته الشخصية
تزوج مونبي مرتين. كان زواجه الأول من جوان مارغريت إيدلستن؛ والثاني لشيلا راشيل كروثر سميث.

## روابط خارجية
- A. N. L. Munby  على قاعدة بيانات الخيال التأملي على الإنترنت